# Communauté d'agglomération Privas Centre Ardèche
La communauté d'agglomération Privas Centre Ardèche (dite CAPCA) est une communauté d'agglomération française, située dans le département de l'Ardèche en région Auvergne-Rhône-Alpes.

## Historique

### Ancien périmètre
Communauté d'agglomération Privas Centre Ardèche est le nom d'une ancienne communauté d'agglomération, créée le 31 décembre 2013 par la fusion de la communauté de communes Privas - Rhône et Vallées (16 communes) et de la communauté de communes d'Eyrieux aux Serres (10 communes), augmentée de communes des communautés de communes de la Roche de Gourdon (2), des Confluences Drôme Ardèche (4) et des Châtaigniers (3), en cohérence avec le schéma départemental de coopération intercommunale de l'Ardèche approuvé le 26 décembre 2011 et dissoute le 31 décembre 2016.
Cette intercommunalité, dont le siège était à Privas, comprenait 35 communes et 39 982 habitants en 2016 pour une superficie de 513,40 km2.

### Périmètre actuel
Pour satisfaire aux impératifs de la loi NOTRe, la communauté de communes du Pays de Vernoux, dont la population est inférieure à 5 000 habitants, doit fusionner. Le Sdci 2015 prévoit la fusion avec la communauté d'agglomération Privas Centre Ardèche (ancien périmètre).
Cette dernière est située dans l'arrondissement de Tournon-sur-Rhône, dans la même zone d'emploi et les deux sont réunis dans le même SCOT « Centre Ardèche ». Cette fusion est actée le 5 décembre 2016 et prend effet le 1er janvier 2017. La nouvelle intercommunalité garde le nom de Privas Centre Ardèche.
Elle regroupe 42 communes pour une population de 43 552 habitants en 2018 (pop légale 2015).

## Territoire communautaire

### Géographie
L'intercommunalité est située au centre-est du département de l'Ardèche.

### Composition
La communauté d'agglomération est composée des 42 communes suivantes :

| Nom                           | Code Insee | Gentilé         | Superficie (km2) | Population (dernière pop. légale) | Densité (hab./km2) |
| ----------------------------- | ---------- | --------------- | ---------------- | --------------------------------- | ------------------ |
| Privas (siège)                | 07186      | Privadois       | 12,14            | 8 552 (2022)                      | 704                |
| Ajoux                         | 07004      | Ajouxois        | 12,2             | 78 (2022)                         | 6,4                |
| Alissas                       | 07008      | Alissains       | 12,43            | 1 485 (2022)                      | 119                |
| Beauchastel                   | 07027      | Beauchastellois | 8,46             | 1 847 (2022)                      | 218                |
| Beauvène                      | 07030      | Beauvenais      | 11,82            | 202 (2022)                        | 17                 |
| Chalencon                     | 07048      | Chalaisiens     | 9,44             | 339 (2022)                        | 36                 |
| Châteauneuf-de-Vernoux        | 07060      |                 | 6,07             | 278 (2022)                        | 46                 |
| Chomérac                      | 07066      | Choméracois     | 18,94            | 3 094 (2022)                      | 163                |
| Coux                          | 07072      | Couxois         | 12,02            | 1 664 (2022)                      | 138                |
| Creysseilles                  | 07074      | Creysseilloux   | 10,25            | 156 (2022)                        | 15                 |
| Dunière-sur-Eyrieux           | 07083      | Dunierois       | 7,73             | 437 (2022)                        | 57                 |
| Flaviac                       | 07090      | Flaviacois      | 12,98            | 1 239 (2022)                      | 95                 |
| Freyssenet                    | 07092      |                 | 9,54             | 46 (2022)                         | 4,8                |
| Gilhac-et-Bruzac              | 07094      | Pierregourdains | 30,94            | 174 (2022)                        | 5,6                |
| Gluiras                       | 07096      | Gluirassous     | 25,1             | 368 (2022)                        | 15                 |
| Gourdon                       | 07098      | Gourdonnais     | 12,84            | 78 (2022)                         | 6,1                |
| Lyas                          | 07146      | Lyassois        | 7,95             | 592 (2022)                        | 74                 |
| Marcols-les-Eaux              | 07149      | Marcolais       | 16               | 283 (2022)                        | 18                 |
| Les Ollières-sur-Eyrieux      | 07167      | Ollièrois       | 7,58             | 1 020 (2022)                      | 135                |
| Pourchères                    | 07179      | Pourchérois     | 7,64             | 137 (2022)                        | 18                 |
| Le Pouzin                     | 07181      | Pouzinois       | 12,52            | 2 893 (2022)                      | 231                |
| Pranles                       | 07184      | Pranlins        | 29,49            | 505 (2022)                        | 17                 |
| Rochessauve                   | 07194      | Rochessauvains  | 17,62            | 484 (2022)                        | 27                 |
| Rompon                        | 07198      | Romponais       | 22,03            | 1 141 (2022)                      | 52                 |
| Saint-Apollinaire-de-Rias     | 07214      |                 | 8,34             | 199 (2022)                        | 24                 |
| Saint-Cierge-la-Serre         | 07221      |                 | 16,2             | 246 (2022)                        | 15                 |
| Saint-Étienne-de-Serre        | 07233      | Serrous         | 16,52            | 217 (2022)                        | 13                 |
| Saint-Fortunat-sur-Eyrieux    | 07237      | Fortunéens      | 22,07            | 806 (2022)                        | 37                 |
| Saint-Jean-Chambre            | 07244      |                 | 15,26            | 252 (2022)                        | 17                 |
| Saint-Julien-du-Gua           | 07253      | Juliogatois     | 16,96            | 169 (2022)                        | 10                 |
| Saint-Julien-en-Saint-Alban   | 07255      | Julbansainois   | 10,39            | 1 464 (2022)                      | 141                |
| Saint-Julien-le-Roux          | 07257      |                 | 8,64             | 125 (2022)                        | 14                 |
| Saint-Laurent-du-Pape         | 07261      |                 | 20,1             | 1 617 (2022)                      | 80                 |
| Saint-Maurice-en-Chalencon    | 07274      |                 | 7,81             | 200 (2022)                        | 26                 |
| Saint-Michel-de-Chabrillanoux | 07278      |                 | 12,14            | 405 (2022)                        | 33                 |
| Saint-Priest                  | 07288      | San-Priods      | 19,15            | 1 337 (2022)                      | 70                 |
| Saint-Sauveur-de-Montagut     | 07295      | Montagutiens    | 11,54            | 1 112 (2022)                      | 96                 |
| Saint-Vincent-de-Durfort      | 07303      |                 | 12,52            | 272 (2022)                        | 22                 |
| Silhac                        | 07314      |                 | 22,71            | 399 (2022)                        | 18                 |
| Vernoux-en-Vivarais           | 07338      | Vernoussains    | 30,55            | 1 985 (2022)                      | 65                 |
| Veyras                        | 07340      | Veyrassois      | 7,76             | 1 504 (2022)                      | 194                |
| La Voulte-sur-Rhône           | 07349      | Voultains       | 9,7              | 4 762 (2022)                      | 491                |

### Démographie
| 1968   | 1975   | 1982   | 1990   | 1999   | 2010   | 2015   | 2021   |
| ------ | ------ | ------ | ------ | ------ | ------ | ------ | ------ |
| 39 555 | 39 271 | 39 594 | 40 193 | 40 149 | 42 590 | 43 552 | 43 933 |

## Politique et administration

### Siège
Le siège de la communauté de communes est situé à Privas.

### Les élus
Le conseil communautaire se compose de 70 délégués représentant chacune des communes membres et élus pour une durée de six ans.
Ils sont répartis comme suit : 
| Nombre de délégués | Communes |
| ------------------ | --- |
| 11                 | Privas |
| 7                  | La Voulte-sur-Rhône                                                                                         |
| 4                  | Chomérac |
| 3                  | Le Pouzin                                                                                                   |
| 2                  | Alissas, Beauchastel, Coux, Saint-Julien-en-Saint-Alban, Saint-Laurent-du-Pape, Vernoux-en-Vivarais, Veyras |
| 1                  | les 31 autres communes                                                                                      |

### Présidence
Le président de la communauté de communes est élu par le conseil communautaire.
| Période      | Période      | Identité       | Étiquette | Qualité                     |
| ------------ | ------------ | -------------- | --------- | --------------------------- |
| janvier 2014 | avril 2014   | Yves Chastan   | PS        | Sénateur, maire de Privas   |
| avril 2014   | juin 2014    | Noël Bouverat  | PS        | Maire de Chomérac           |
| juillet 2014 | juillet 2020 | Laetitia Serre | PS        | Maire de Beauvène           |
| juillet 2020 | En cours     | François Arsac | DVD       | Maire de Chomérac (2014 → ) |

### Compétences
L'intercommunalité exerce des compétences qui lui sont déléguées par les communes membres.
Toute communauté d'agglomération exerce les quatre compétences obligatoires suivantes :
- développement économique ;
- aménagement de l'espace communautaire ;
- équilibre social de l'habitat ;
- politique de la ville.

Privas Centre Ardèche a choisi quatre compétences optionnelles :
- assainissement ;
- protection et mise en valeur de l'environnement et du cadre de vie ;
- construction, aménagement, entretien et gestion d'équipements culturels et sportifs d'intérêt communautaire ;
- action sociale d'intérêt communautaire ;

ainsi que certaines des compétences facultatives :
- valorisation et protection des milieux aquatiques sur les bassins versants de l'Eyrieux, de l'Ouvèze et de la Peyre ;
- établissement, exploitation et mise à disposition d'infrastructures et de réseaux de communications électroniques ;
- enseignement musical ;
- organisation de manifestations culturelles ;
- soutien, coordination et promotion des actions de valorisation du patrimoine ;
- soutien aux associations sportives, etc.

### Régime fiscal et budget
Avec le passage en fiscalité professionnelle unique (FPU), la communauté d'agglomération se substitue aux communes membres pour percevoir le produit des cotisations foncière et sur la valeur ajoutée des entreprises.
La communauté d'agglomération est également substituée aux communes membres pour la perception :
- du produit de la taxe additionnelle à la taxe foncière sur les propriétés non bâties (TAFNB) ;
- du produit des composantes de l'imposition forfaitaire sur les entreprises de réseaux (IFER) ;
- de la compensation pour suppression de la part salaires (CSP) ;
- de la taxe sur les surfaces commerciales (TASCOM).